# 단속 평형이론

계통점진이론(위)와 단속평형이론(아래)의 비교. 단속평형이론은 생물 종들이 상당 기간 별다른 변화가 없는 안정기를 거친다고 보고 있다.

단속 평형이론(斷續平衡理論, punctuated equilibrium)은 유성 생식을 하는 생물 종의 진화 양상은 대부분의 기간 동안 큰 변화 없는 안정기와 비교적 짧은 시간에 급속한 종분화가 이루어지는 분화기로 나뉜다는 진화 이론이다.

## 개요
단속평형이론은 종의 진화가 매우 오랜 시간 동안 세대에 걸쳐 점진적으로 이루어진다는 기존의 계통점진이론을 정면으로 반박한다. 1972년 스티븐 제이 굴드와 닐스 엘드리지가 《단속평형》을 발표하였다. 단속평형이론은 에른스트 마이어의 이소적 격리 이론과 이스라엘 마이클 러너의 유전적 상동성 이론을 바탕으로 하고 있다.
굴드와 엘드리지가 단속평형이론을 처음으로 발표한 1972년 당시 "표준" 진화 이론에서는 이소적 종분화를 종분화의 대표적 원인으로 파악하고 있었다. 이소적 종분화는 에른스트 마이어가 1954년 발표한 〈유전환경의 변화와 진화〉 와 고전으로 평가받고 있는 마이어의 또 다른 저서 《동물 종과 진화》(1963년)에 의해 널리 알려져 있었다.
일정 규모 이상의 집단을 갖는 종들은 상호간의 유전자 이동을 통해 종의 정체성을 지켜나간다. 이러한 상황에서는 종의 생존에 이로운 돌연변이가 발생한다고 하더라도 매우 큰 집단간의 유전자 이동으로 별다른 영향을 미치지 못하게 되고 집단의 종분화는 억제된다. 고생물의 화석 기록은 이러한 것이 실제로 작동했음을 증명한다. 반면 소규모 무리가 집단에서 떨어져 나와 지리적으로 격리되면 유전자 이동이 불가능하므로 돌연변이에 의한 종분화가 가속화된다. 여기에 새로운 자연환경이 가하는 자연선택이 더해지면 기존의 집단과는 다른 새로운 적응이 일어나게 된다. 마이어는 1954년 논문의 결론에서 지리적 격리에 의한 이소적 종분화가 종분화의 유일한 형태라고 가정하면, 지리적 격리가 일어나지 않는 상당한 기간 동안 생물 종은 안정적인 상태를 유지할 것이라 예상하였다.

## 현대 진화 생물학에서
현대 진화생물학에서는 계통 점진이론과 단속 평형이론 둘다를 받아들이며, 이 둘의 차이는 시간축의 길이에 따라 달라진다는 점을 이야기한다.
계통점진이론과 단속평형이론의 충돌은 "진화의 속도가 변화하는가?"에 관한 질문에 관한 논쟁으로서, 계통점진이론은 집단에서의 유전자빈도 변화가 항상 일어남을 보여줌으로서 변화하지 않는다 혹은 항시 빠르게 진화가 일어난다는 입장인 반면 단속 평형이론은 고생물학적 연구를 통해 진화의 속도가 크게 변화하는 시점들이 존재하는 것을 이야기한 것이다.
이는 진화유전학과 고생물학이 동시에 발전함으로서 네안데르탈 지놈 프로젝트를 비롯한 고인류 유전학과, 실러캔스를 비롯한 살아있는 화석 연구가 진행됨과 함께, 시간에 의해 다른 결과가 나온다는 결론에 이르렀다. 즉, 긴 시간대에서는 단속평형이론이, 짧은 시간대에서는 계통점진이론이 성립함을 보여준다는 점을 알게 된 것이다. 이로서 단속평형이론의 아이디어인 "진화의 속도 변화"가 받아들여지게 되고, 이것이 계통 점진이론에도 영향을 미치게 됨으로써 진화의 속도 변화에 관한 연구가 활발해졌다.
Hox 유전자 연구와 ENCODE 프로젝트의 연구에 따른 각종 비발현 유전체 영역의 연구가 진행됨에 따라, 유전체 내에서도 진화의 속도가 달라지는 경우가 발견되게 되었고, 이는 자연스럽게 이 둘이 조화를 이루는 형태로 연구가 진행될 수 있게 되었다.

## 같이 보기
- 단속평형이론 지지자

- 스티븐 제이 굴드
- 닐스 엘드리지
- 로버트 T. 베커

- 혹스 유전자
- 호메오박스
- 진화발생생물학
- 언어의 기원